# 만월산 (인천)
만월산(滿月山)은 인천광역시 부평구 부평동과 남동구 간석동, 만수동 사이에 위치한 산으로 높이는 해발 187.1m이다.

## 특징
만월산은 한남정맥으로 이어진 인천광역시의 산 중의 하나이며 동북쪽 최남단 소래산을 시초로 성주산 - 거마산 - 비루고개 - 철마산 (구 금마산) - 만월산 - 원통이 고개 - 함봉산 - 장고개 - 철마산(구 원적산) - 철마산(구 천마산) - 계양산 - 피고개산 - 김포시로 뻗어나가는 이점을 가지고 있다.

## 유래
만월산은 흙과 돌이 모두 붉은색을 띠고 산의 형국이 기러기가 나는 것 같다 하여 원래 주안산(朱雁山)이라고 불렸다. '주안'이라는 지명은 일제시대를 거치면서 지금의 주안동(朱安洞)으로 옮겨 가게 되었다. 만월산은 이 외에도 원통산, 선유산(仙遊山) 등으로 불렸다고 한다.
현재의 명칭은 1920년대에 보월 한성안 스님이 산 정상에 올라 '산은 그리 높지 않지만 동서남북이 한눈에 다 보이고, 특히 산세가 인천 도심 쪽을 향해 좌우로 팔을 벌려 모든 만물을 감싸 안을 듯한 형태를 하고 있어 동방만월세계약사유리광불(東方滿月世界藥師琉璃光佛)이 계시다'고 한 것에서 유래되었다.

## 주변 환경
2005년에 만월산터널이 개통되는 등 주변이 많이 변모하였다. 원래 만월산 자락에 있던 국가정보원 인천지부와 가천의과학대학교가 연수구로 이전된 반면, 인천메트로 본사와 아파트 단지가 들어서고 도로도 확장되었다. 2009년 겨울부터 만월산 남쪽의 간석동 일대에서 재건축으로 인한 철거가 진행 중이다. 인천가족공원과 인천대공원이 바라보이며, 과거에는 인천광역시 전체를 한눈에 조망할 수 있었으나 아파트 재건축 등의 영향으로 조망이 어려워졌다
특히 이삭아파트 옆 공원산책로는 RC인들의 성지 원적산에 버금가는 RC비비기 코스가 있어서 적지 않은 인기를 얻고 있다.
트라이얼, 락 크라울러 등의 RC카를 짊어지고 많은 RC인들이 방문하고 있으며, 건강한 성인들의 취미생활 메카로 발전하고 있다.

## 방송 송신 시설
| 디지털TV   |                            |           |                      |       |                |                |
| 가상채널   | 방송국명                   | 호출부호  | 물리채널             | 출력  | 가시청권       |                |
| CH 7-1     | KBS서울 DTV2               | HLSA-DTV  | CH 17                | CH 16 | 2.5㎾          | 부평구, 남동구 |
| CH 9-1     | KBS경인 DTV1               | HLAY-DTV  | CH 15                |       | 2.5㎾          | 부평구, 남동구 |
| CH 10-1    | EBS 1(지상파)              | HLQL-DTV  | CH 30                |       | 2.5㎾          | 부평구, 남동구 |
| CH 10-2    | EBS 2(지상파)              | HLQL-DTV  | CH 30                |       | 2.5㎾          | 부평구, 남동구 |
| 지상파 DMB |                            |           |                      |       |                |                |
| 앙상블명   | 방송국명                   | 호출부호  | 채널(주파수)         | 출력  | 가시청권       |                |
| U1 DMB     | U1(MBN)                    | HLMB-TDMB | CH 8-A (181.280MHz)  | 90㎾  | 부평구, 남동구 |                |
| U1 DMB     | HD U1(MBN)                 | HLMB-TDMB | CH 8-A (181.280MHz)  | 90㎾  | 부평구, 남동구 |                |
| U1 DMB     | WOW-TV                     | HLMB-TDMB | CH 8-A (181.280MHz)  | 90㎾  | 부평구, 남동구 |                |
| U1 DMB     | Home&Shopping(임대채널)    | HLMB-TDMB | CH 8-A (181.280MHz)  | 90㎾  | 부평구, 남동구 |                |
| YTN DMB    | mYTN                       | HLMA-TDMB | CH 8-B (183.008MHz)  | 90㎾  | 부평구, 남동구 |                |
| YTN DMB    | HD mYTN                    | HLMA-TDMB | CH 8-B (183.008MHz)  | 90㎾  | 부평구, 남동구 |                |
| YTN DMB    | LOTTE Homeshop(임대채널)   | HLMA-TDMB | CH 8-B (183.008MHz)  | 90㎾  | 부평구, 남동구 |                |
| QBS        | QBS YonhapTV               | HLMC-TDMB | CH 8-C (184.736MHz)  | 90㎾  | 부평구, 남동구 |                |
| QBS        | HD QBS YonhapTV            | HLMC-TDMB | CH 8-C (184.736MHz)  | 90㎾  | 부평구, 남동구 |                |
| QBS        | CJ O SHOPPING(임대채널)    | HLMC-TDMB | CH 8-C (184.736MHz)  | 90㎾  | 부평구, 남동구 |                |
| QBS        | HD CJ O SHOPPING(임대채널) | HLMC-TDMB | CH 8-C (184.736MHz)  | 90㎾  | 부평구, 남동구 |                |
| MBC DMB    | MY MBC                     | HLKV-TDMB | CH 12-A (205.280MHz) | 90㎾  | 부평구, 남동구 |                |
| MBC DMB    | HD my MBC                  | HLKV-TDMB | CH 12-A (205.280MHz) | 90㎾  | 부평구, 남동구 |                |
| MBC DMB    | MBC RADIO                  | HLKV-TDMB | CH 12-A (205.280MHz) | 90㎾  | 부평구, 남동구 |                |
| U-KBS      | KBS STAR                   | HLKA-TDMB | CH 12-B (207.008MHz) | 90㎾  | 부평구, 남동구 |                |
| U-KBS      | HD KBS STAR                | HLKA-TDMB | CH 12-B (207.008MHz) | 90㎾  | 부평구, 남동구 |                |
| U-KBS      | KBS HEART                  | HLKA-TDMB | CH 12-B (207.008MHz) | 90㎾  | 부평구, 남동구 |                |
| U-KBS      | KBS MUSIC                  | HLKA-TDMB | CH 12-B (207.008MHz) | 90㎾  | 부평구, 남동구 |                |
| SBS(u)     | SBS u TV                   | HLSQ-TDMB | CH 12-C (208.736MHz) | 90㎾  | 부평구, 남동구 |                |
| SBS(u)     | HD SBS u TV                | HLSQ-TDMB | CH 12-C (208.736MHz) | 90㎾  | 부평구, 남동구 |                |
| SBS(u)     | SBS V-Radio                | HLSQ-TDMB | CH 12-C (208.736MHz) | 90㎾  | 부평구, 남동구 |                |
| SBS(u)     | Arirang Radio              | HLSQ-TDMB | CH 12-C (208.736MHz) | 90㎾  | 부평구, 남동구 |                |
| SBS(u)     | HYUNDAI Home(임대채널)     | HLSQ-TDMB | CH 12-C (208.736MHz) | 90㎾  | 부평구, 남동구 |                |

## 만월산에 사는 식물

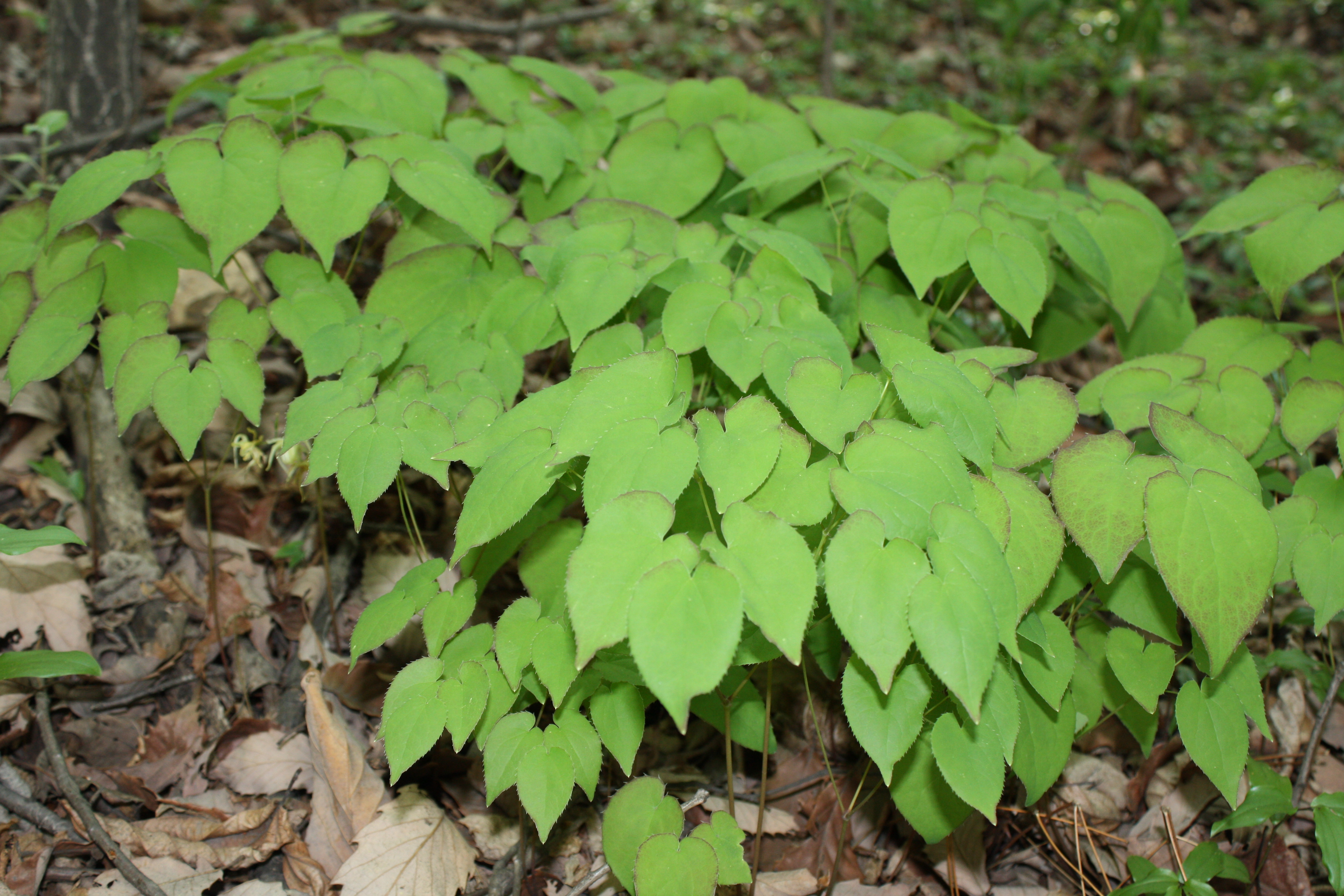
삼지구엽초
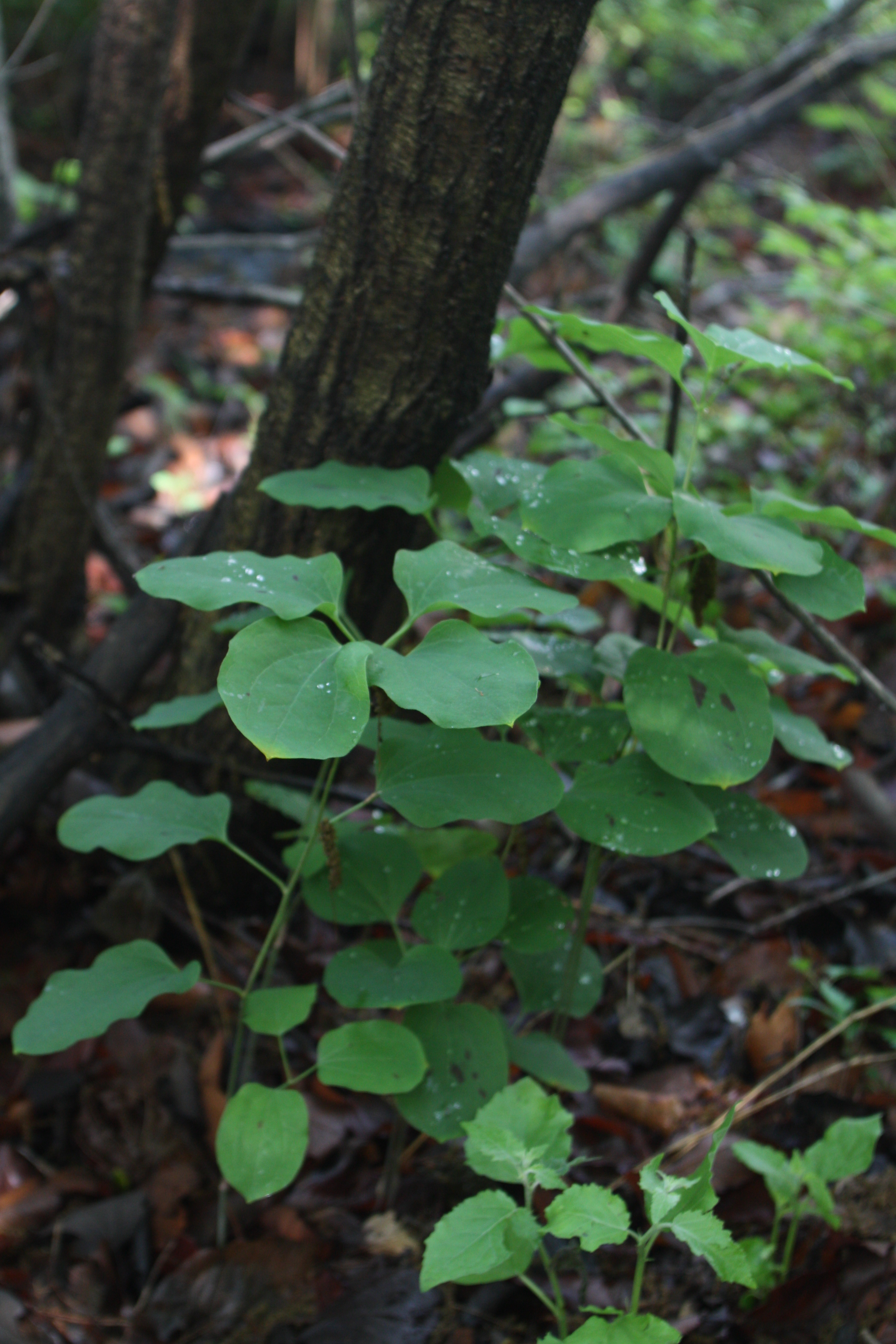
선밀나물
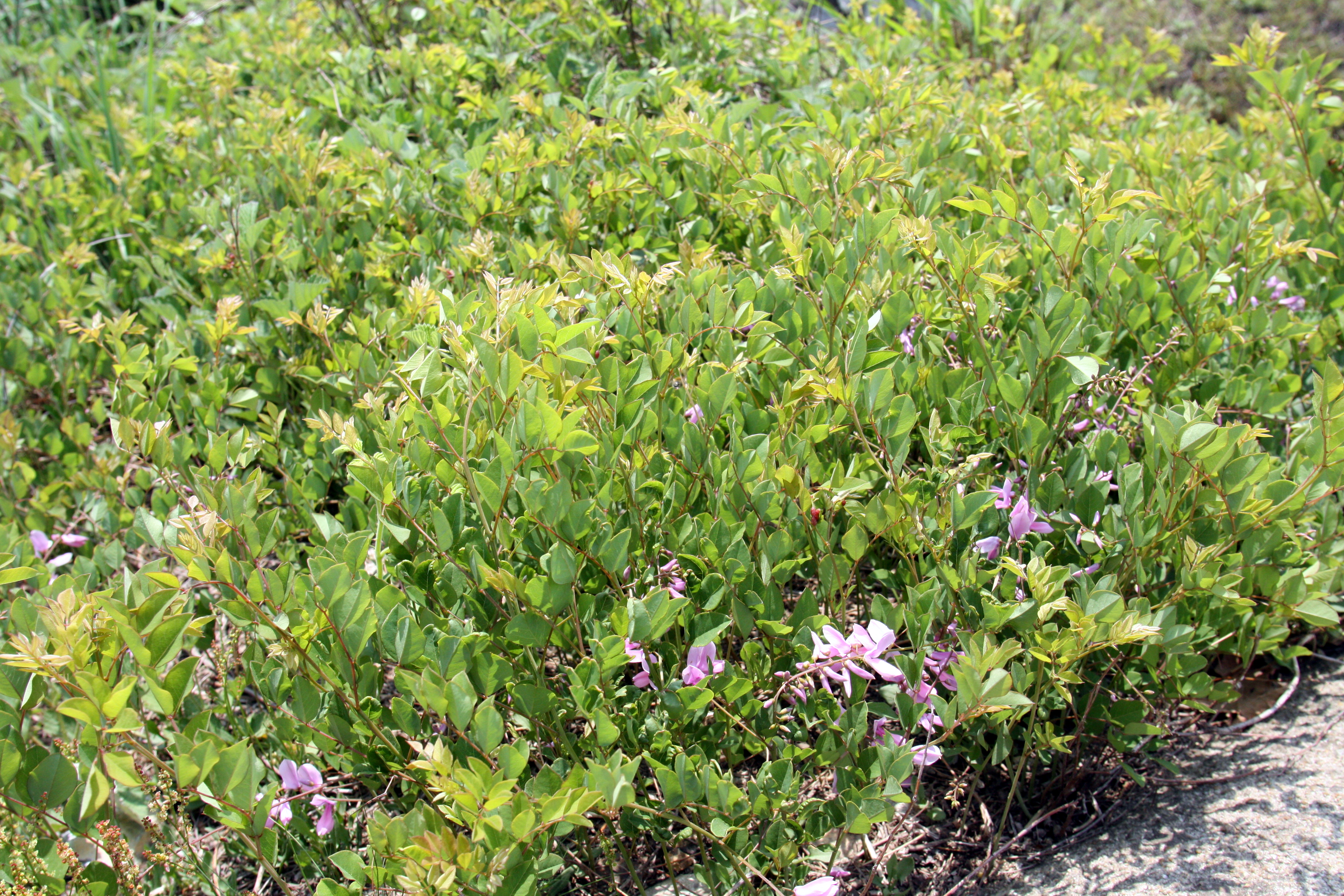
땅비싸리
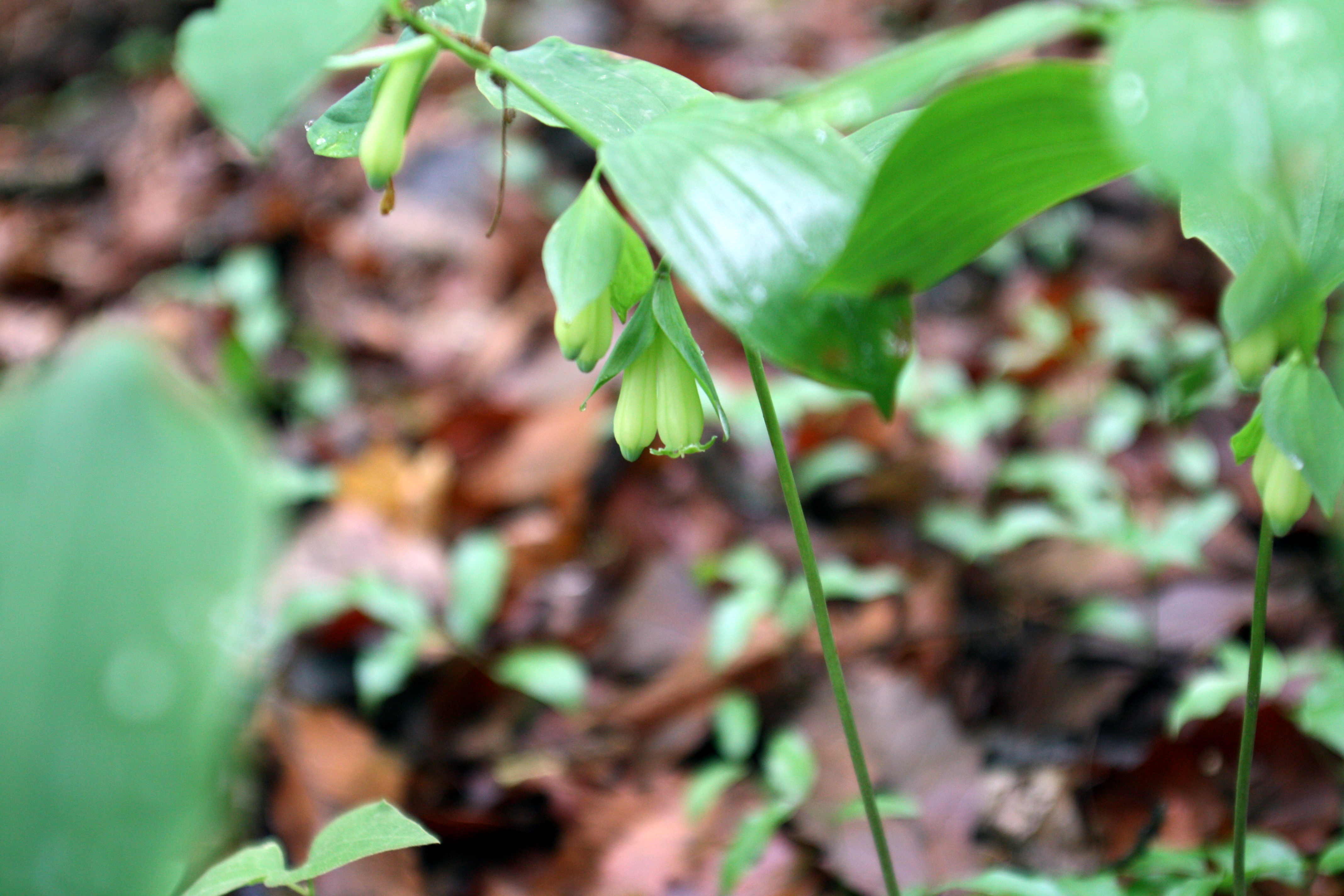
용둥굴레
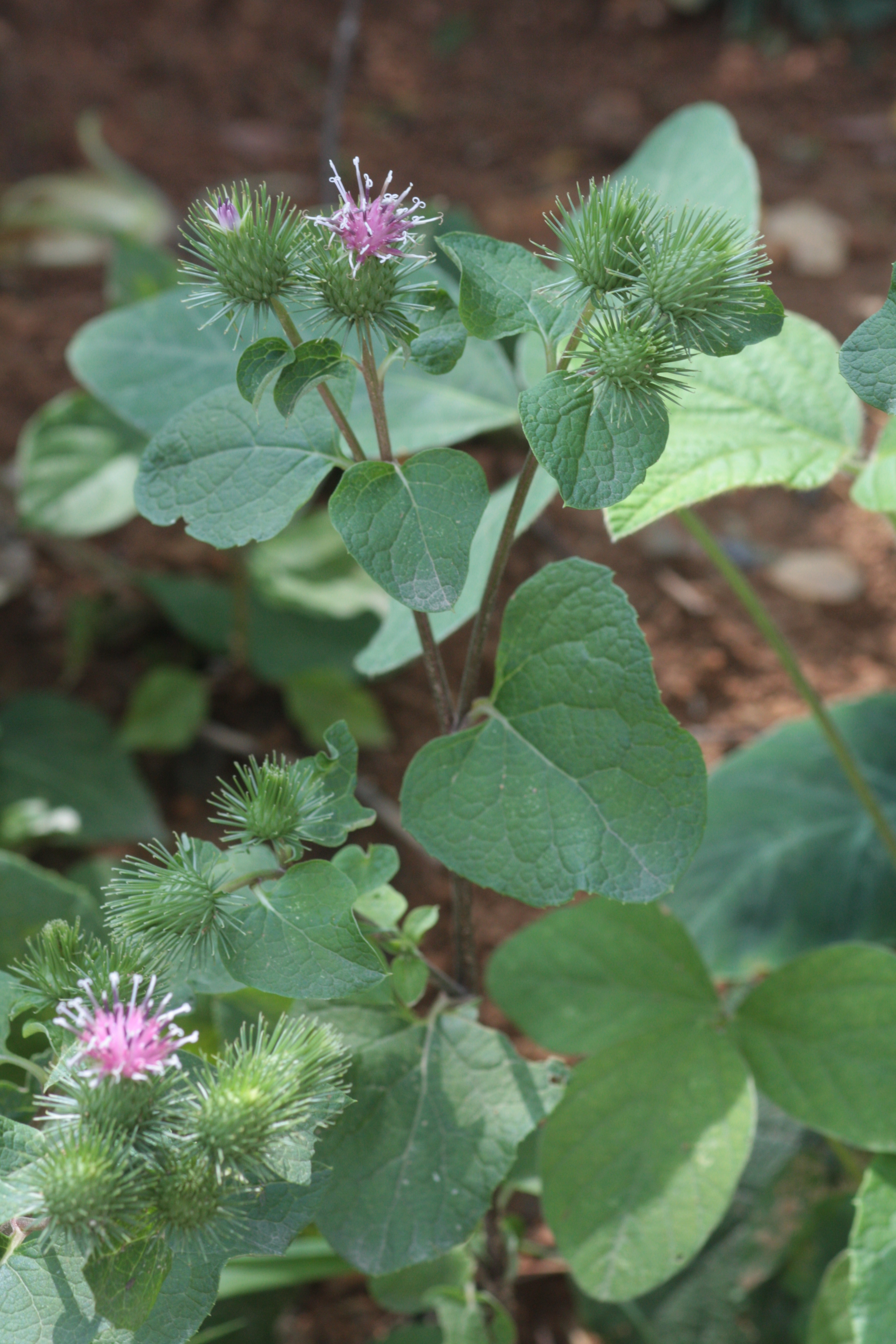
우엉
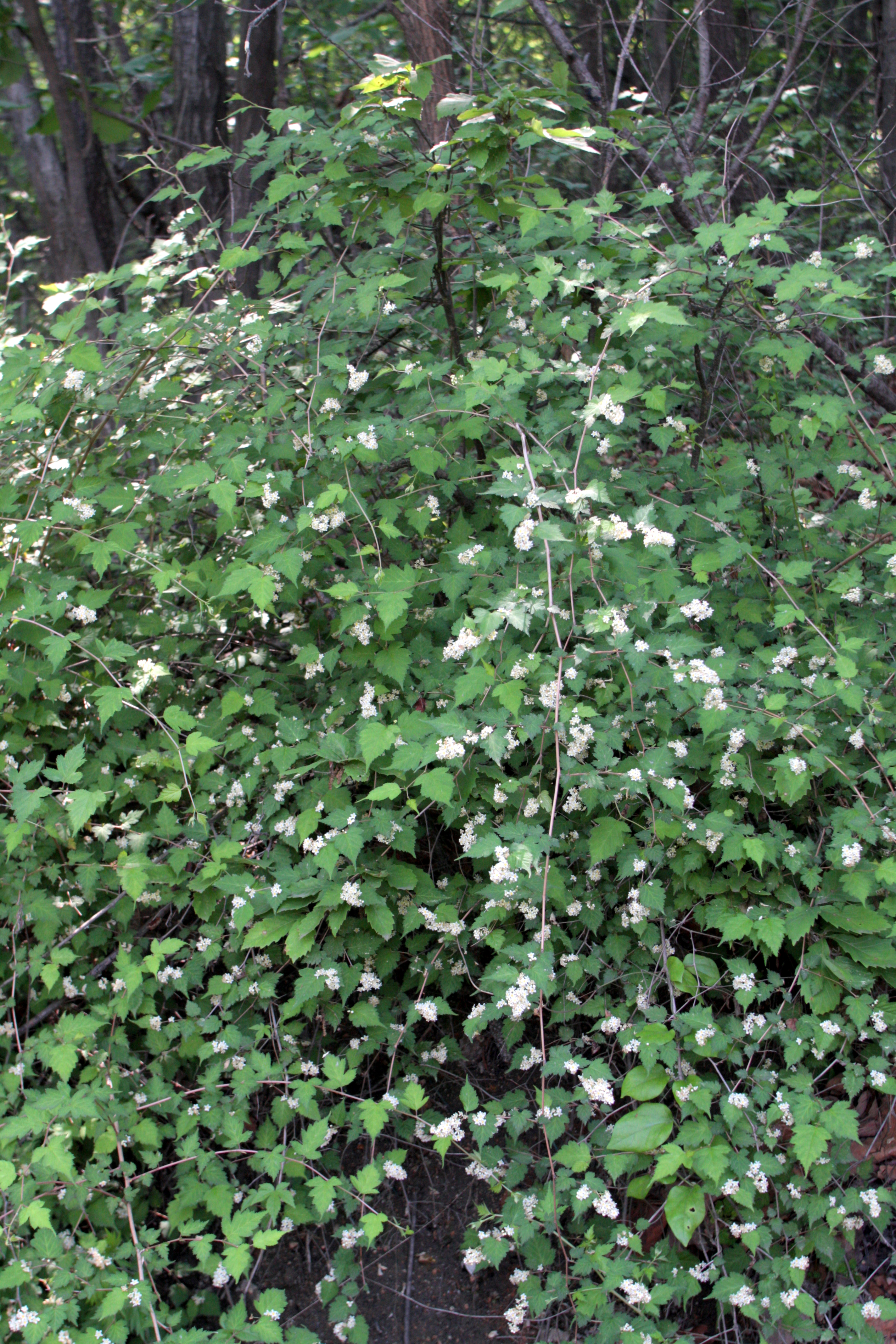
국수나무
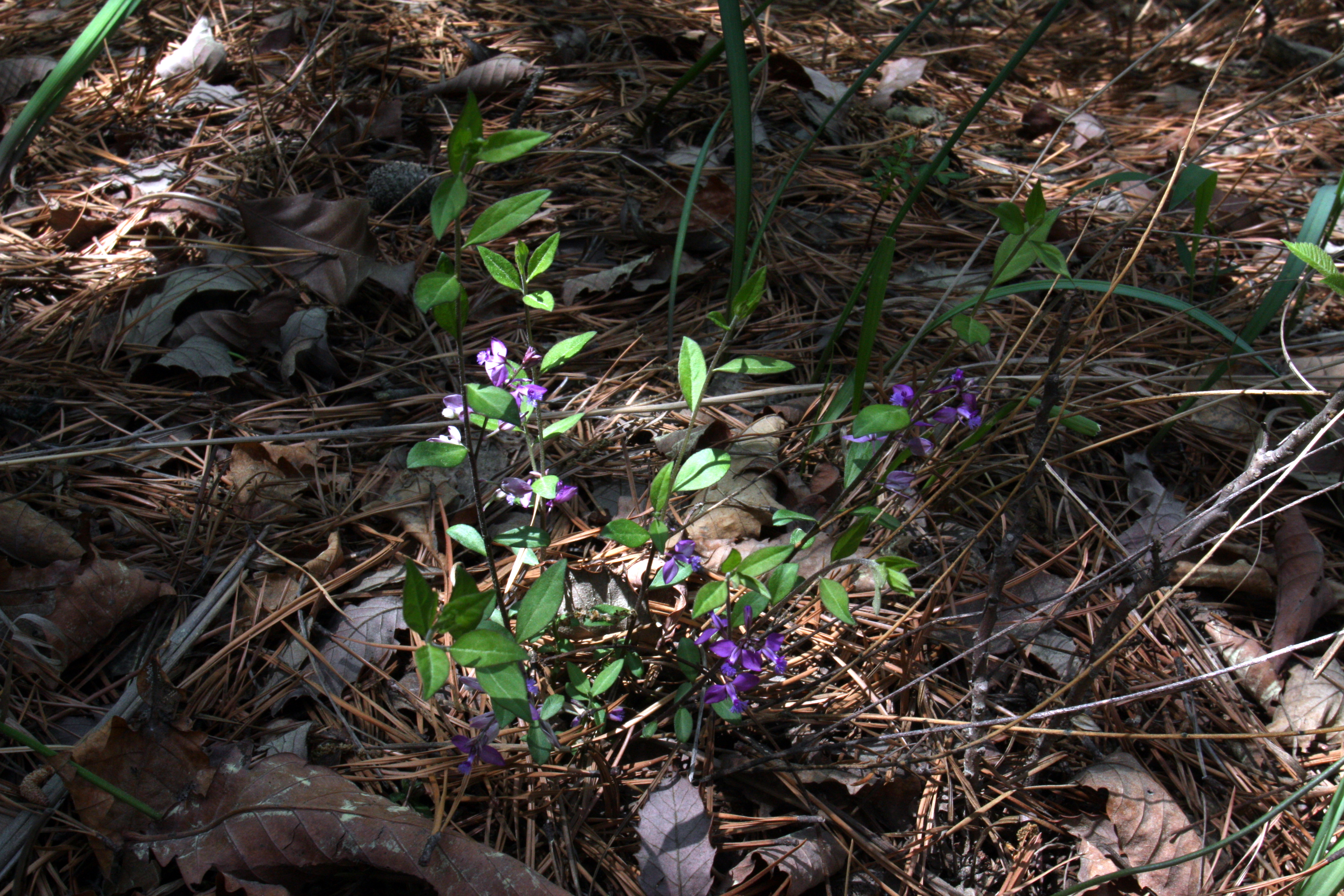
애기풀
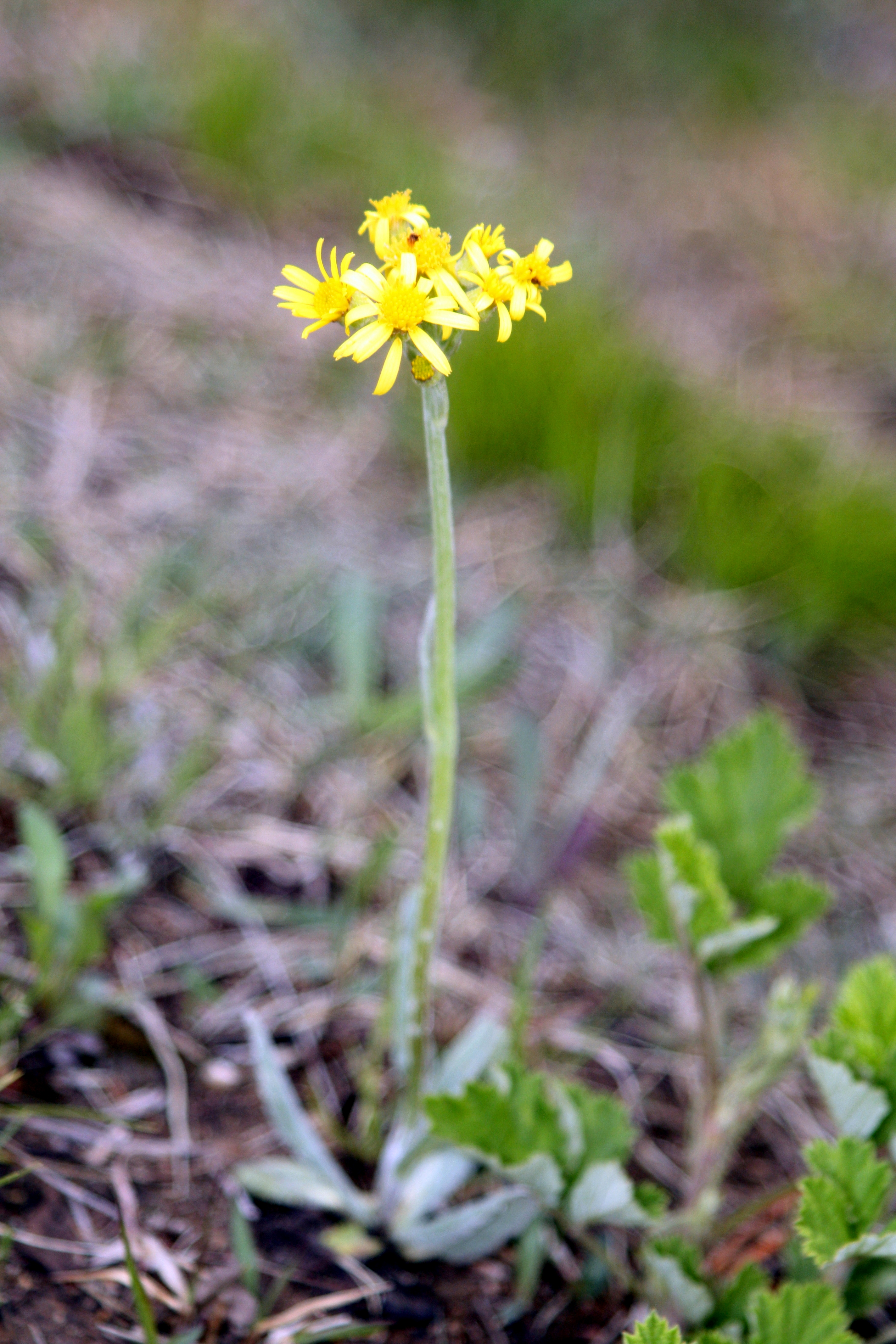
솜방망이
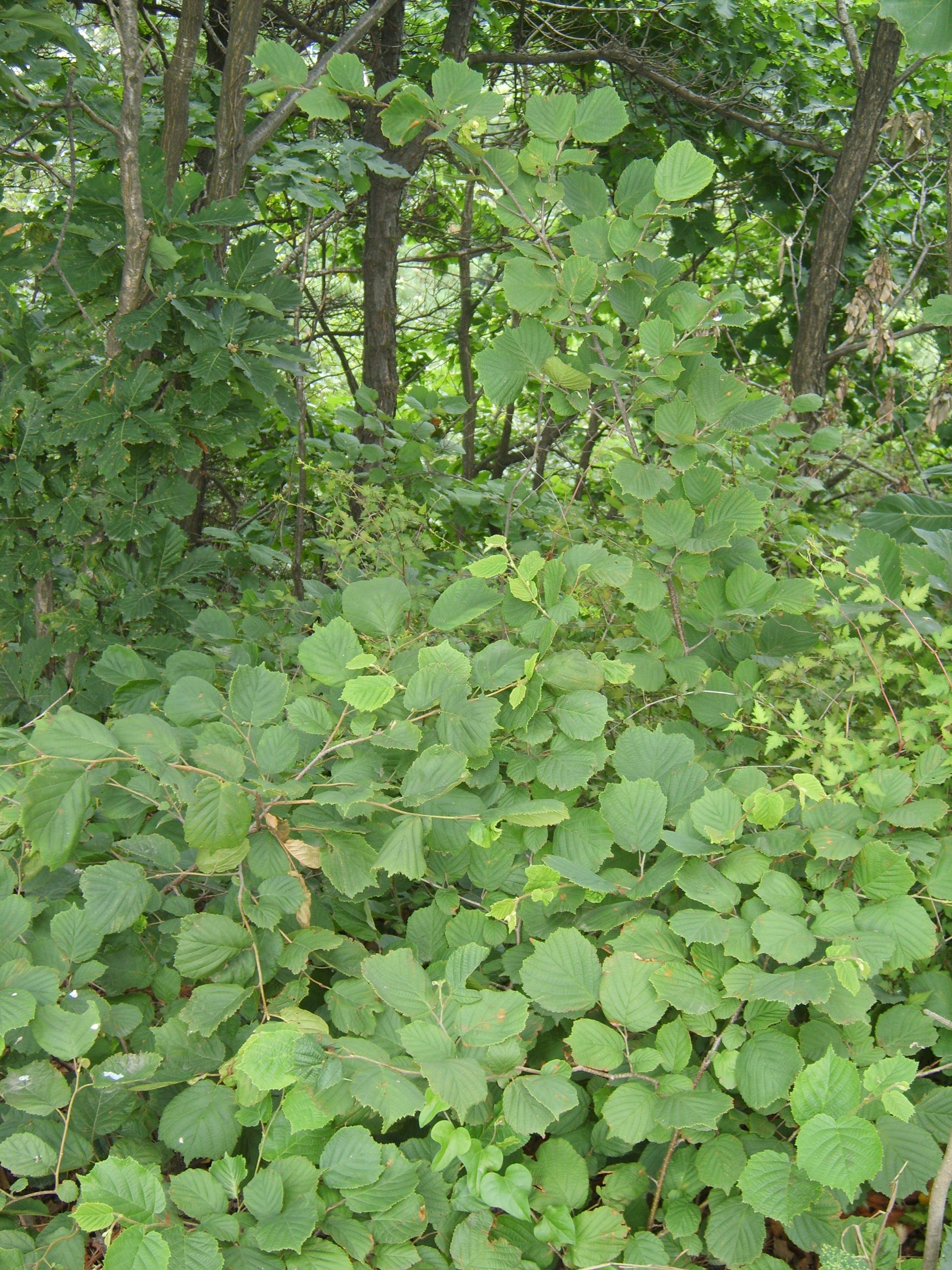
개암나무
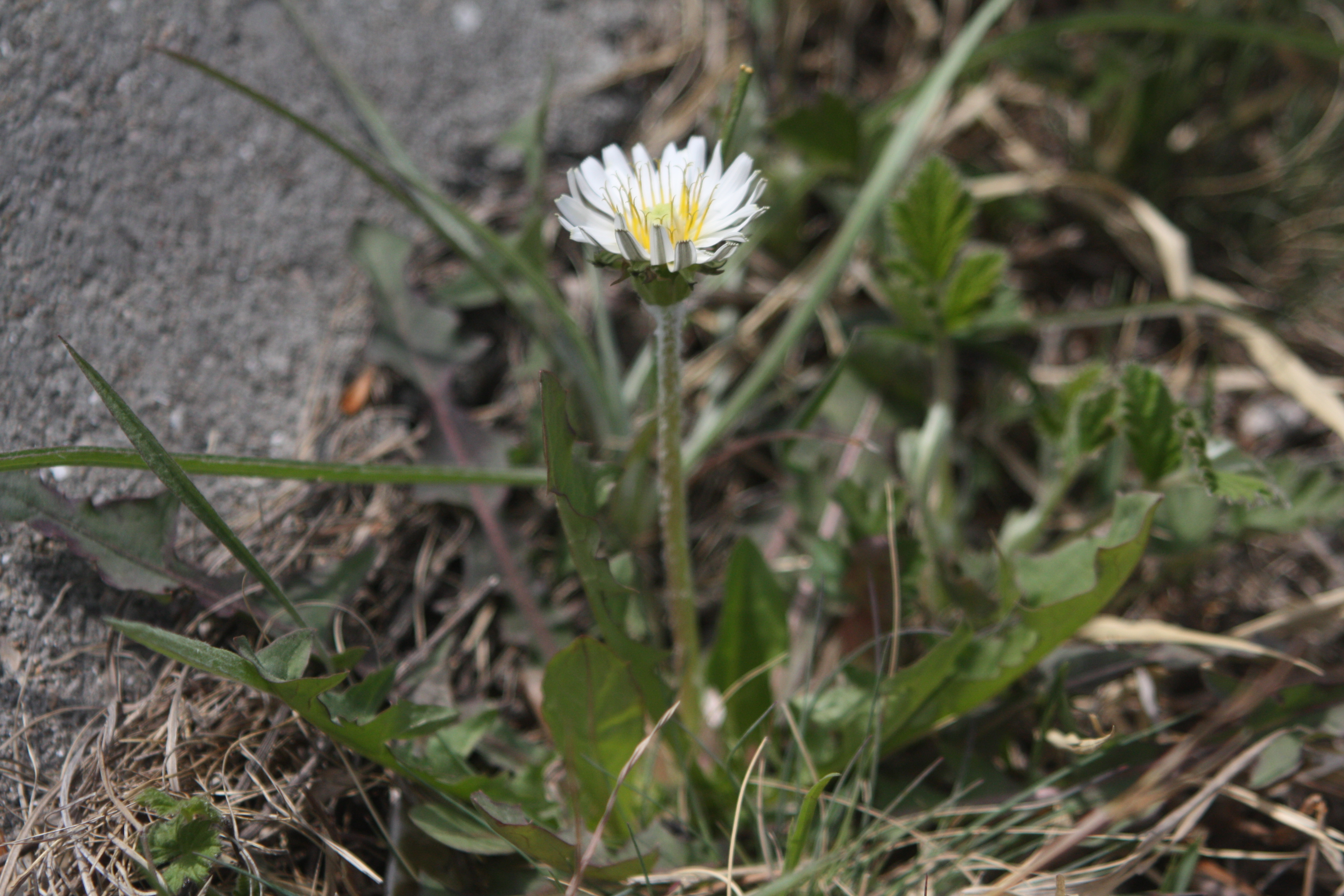
흰민들레
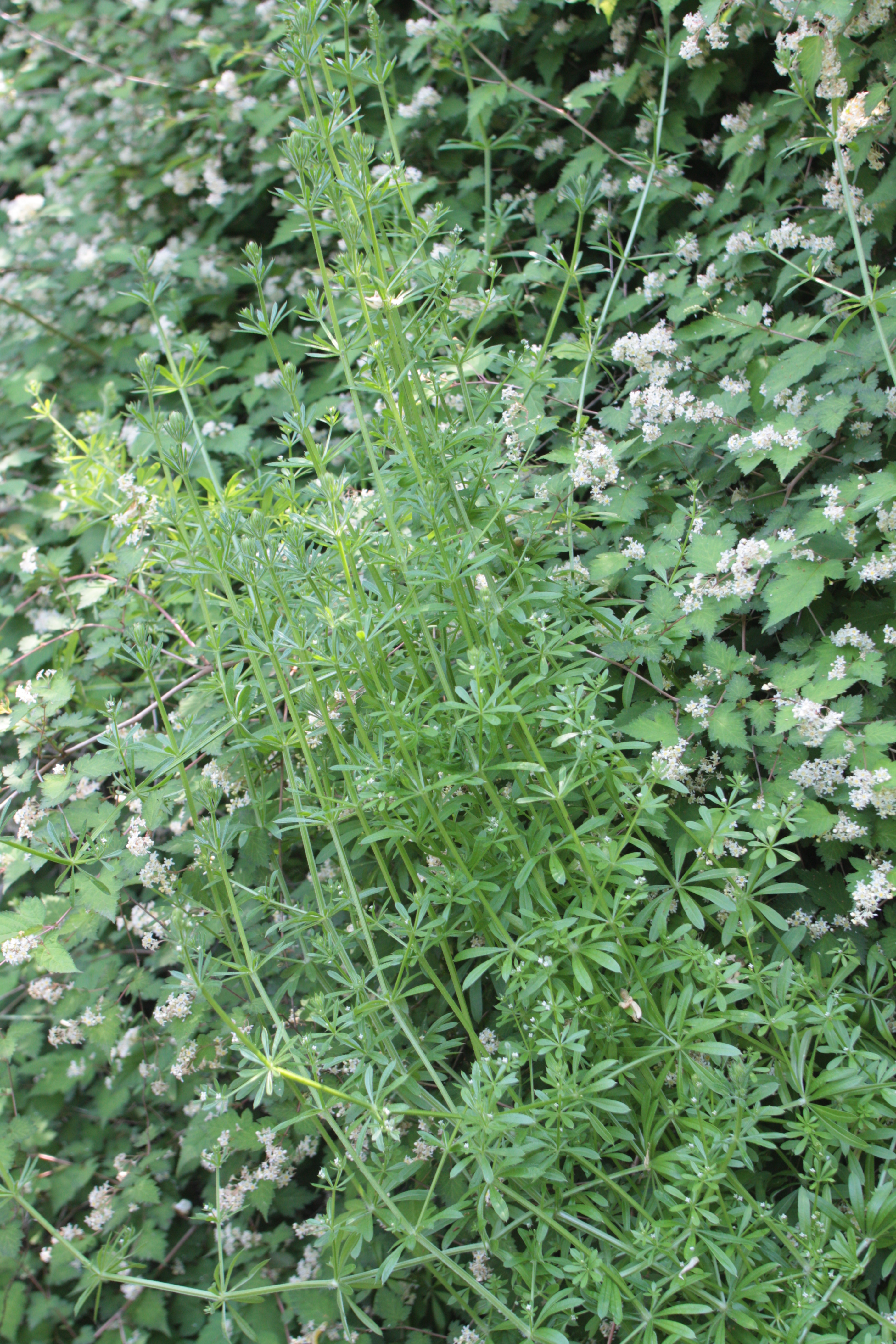
갈퀴덩굴
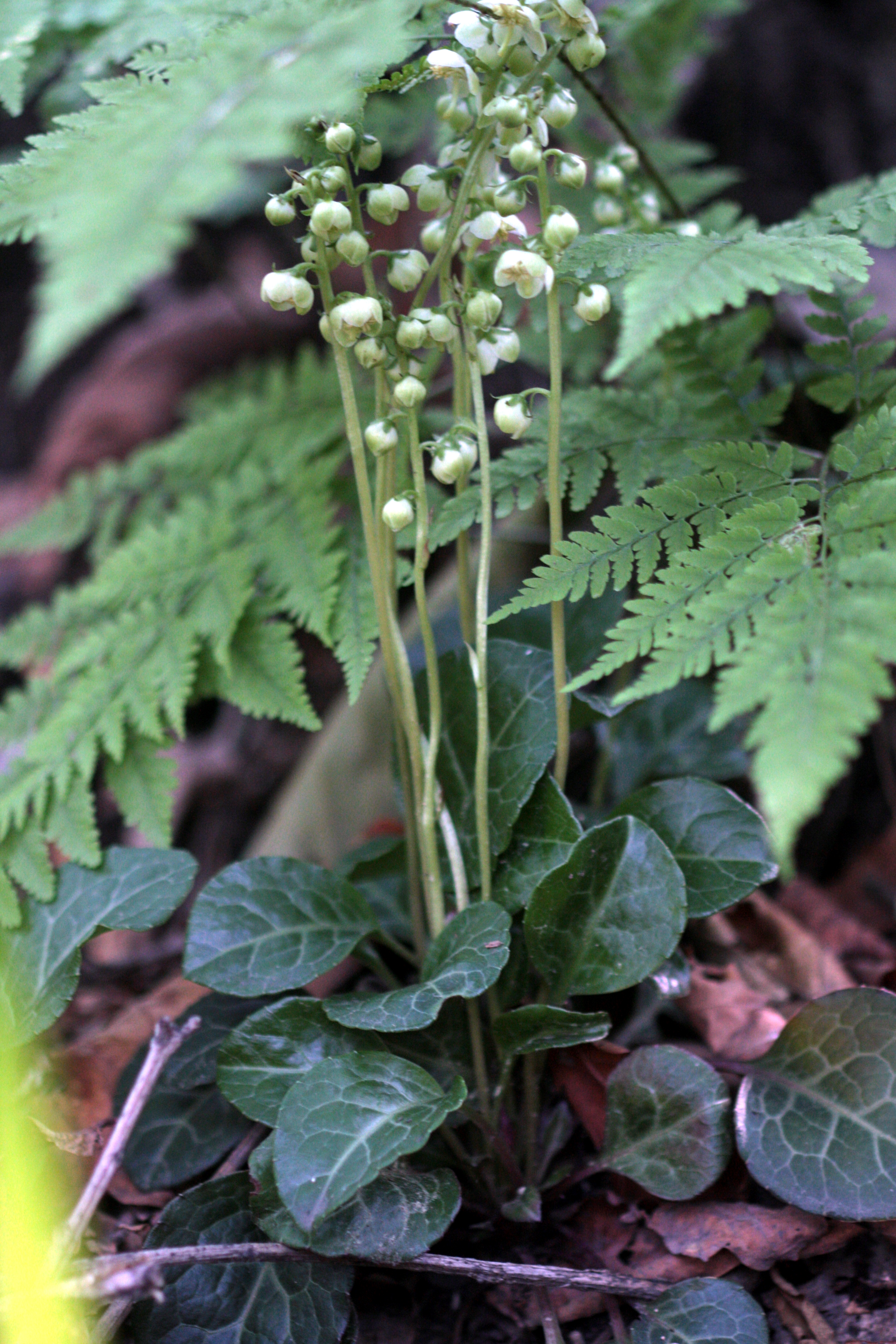
노루발
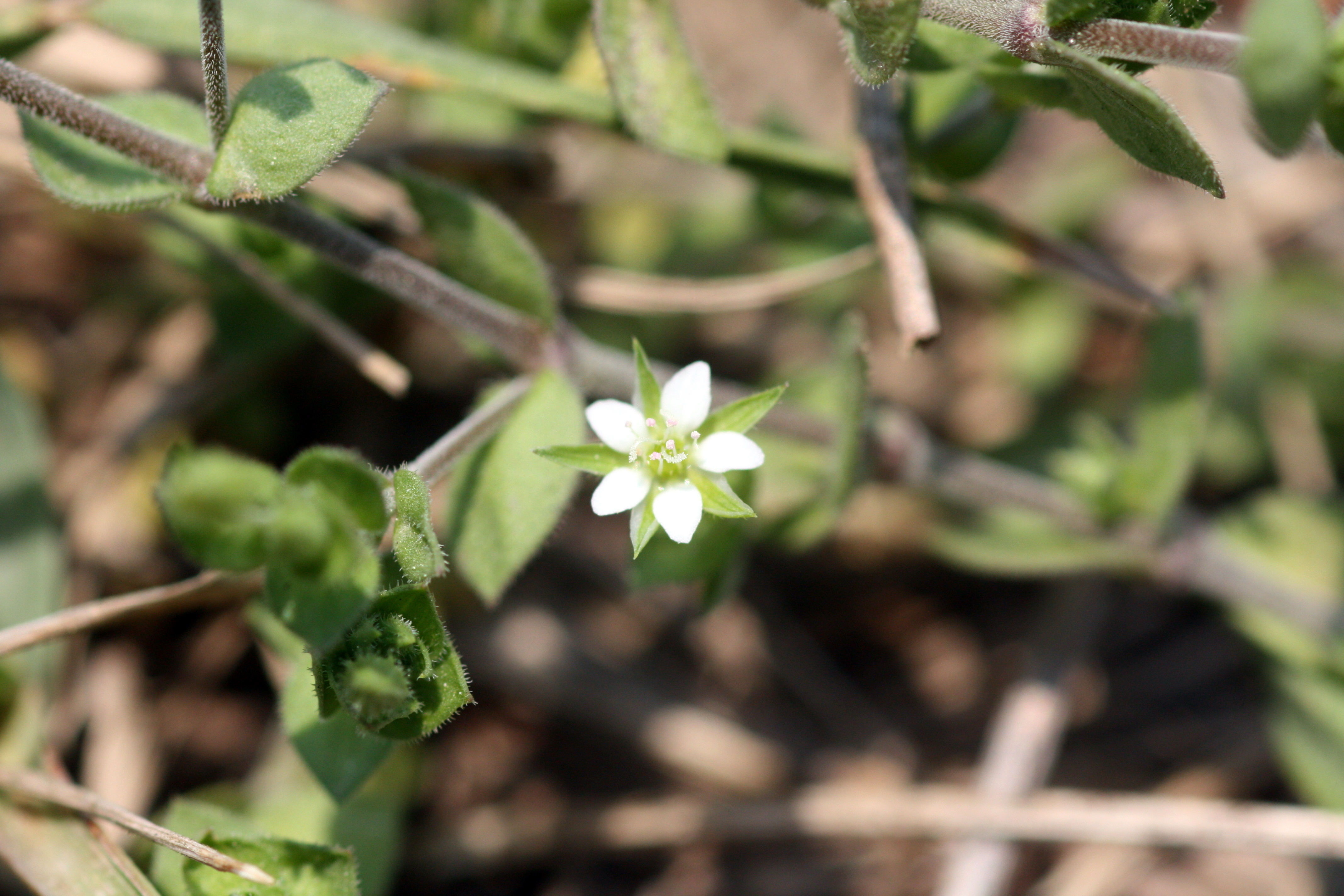
벼룩이자리
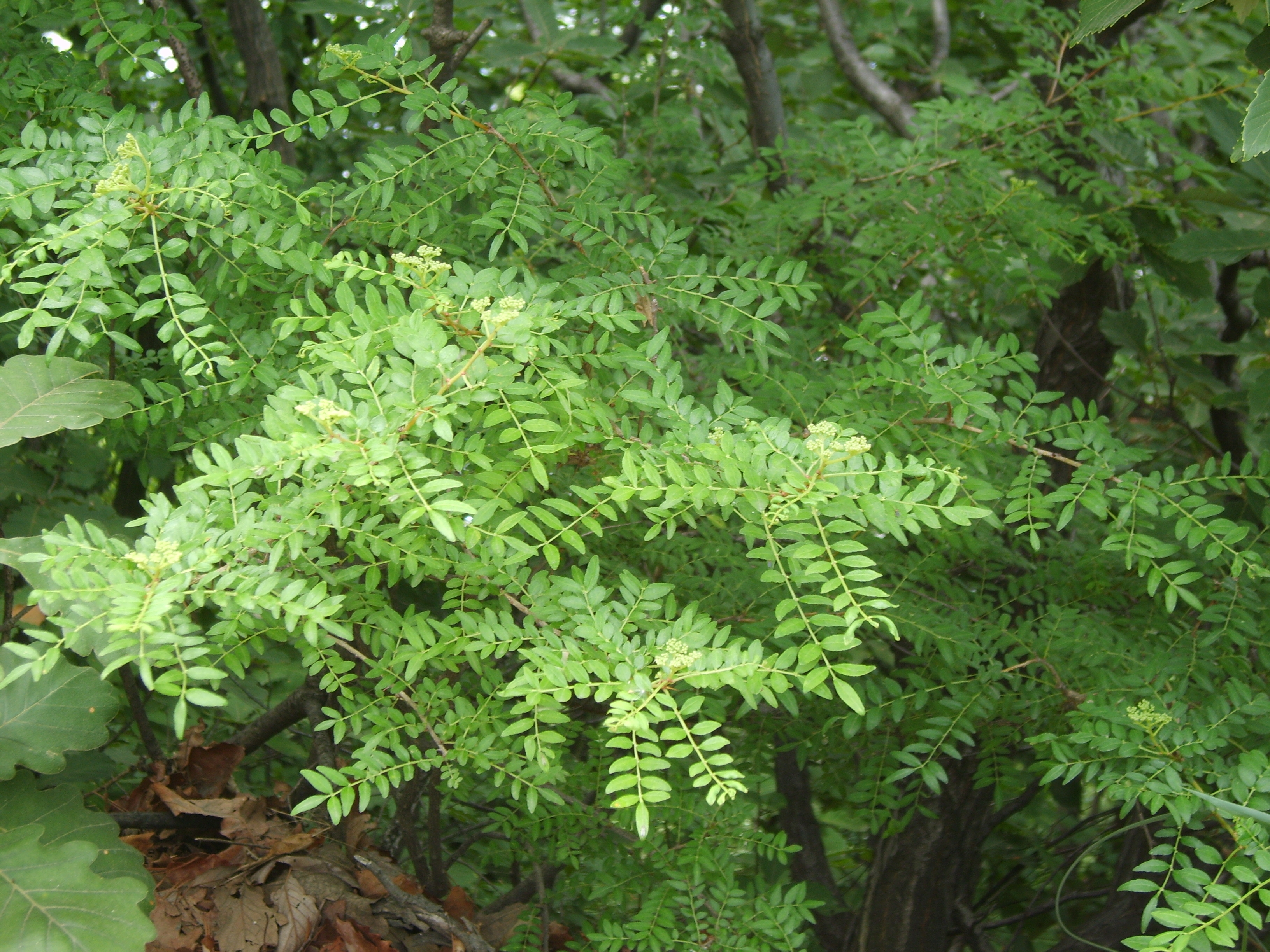
산초나무
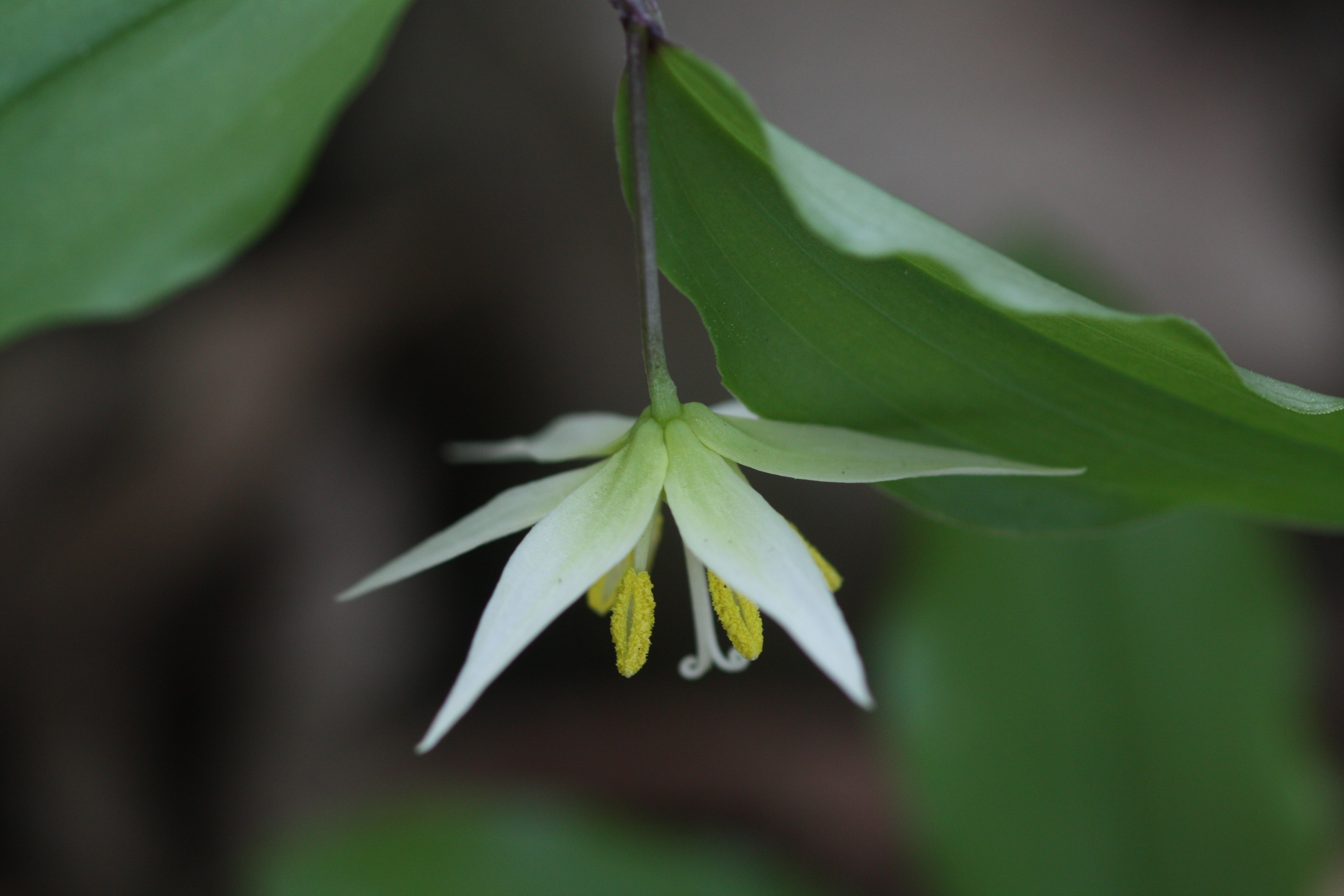
애기나리
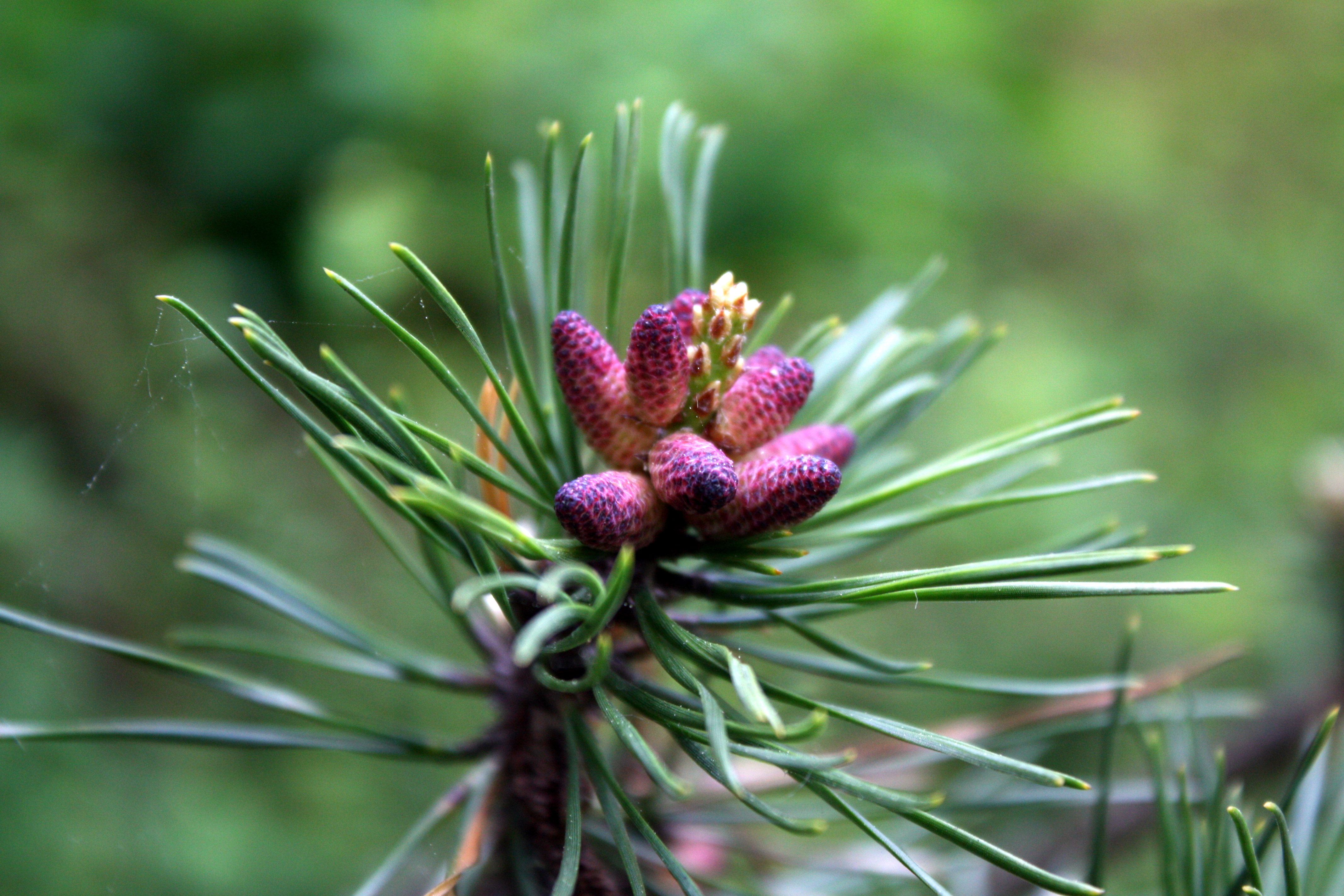
리기다소나무
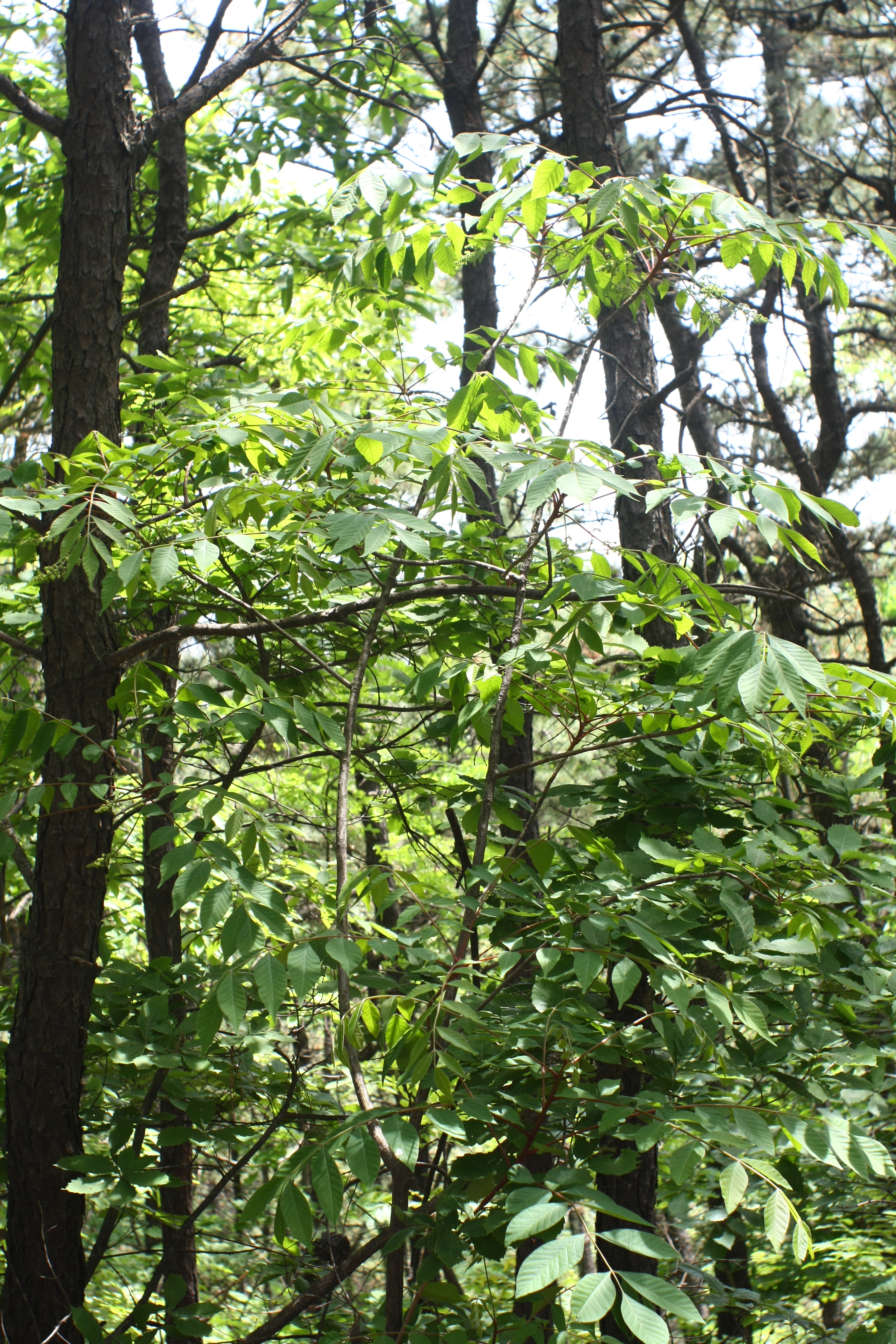
개옻나무
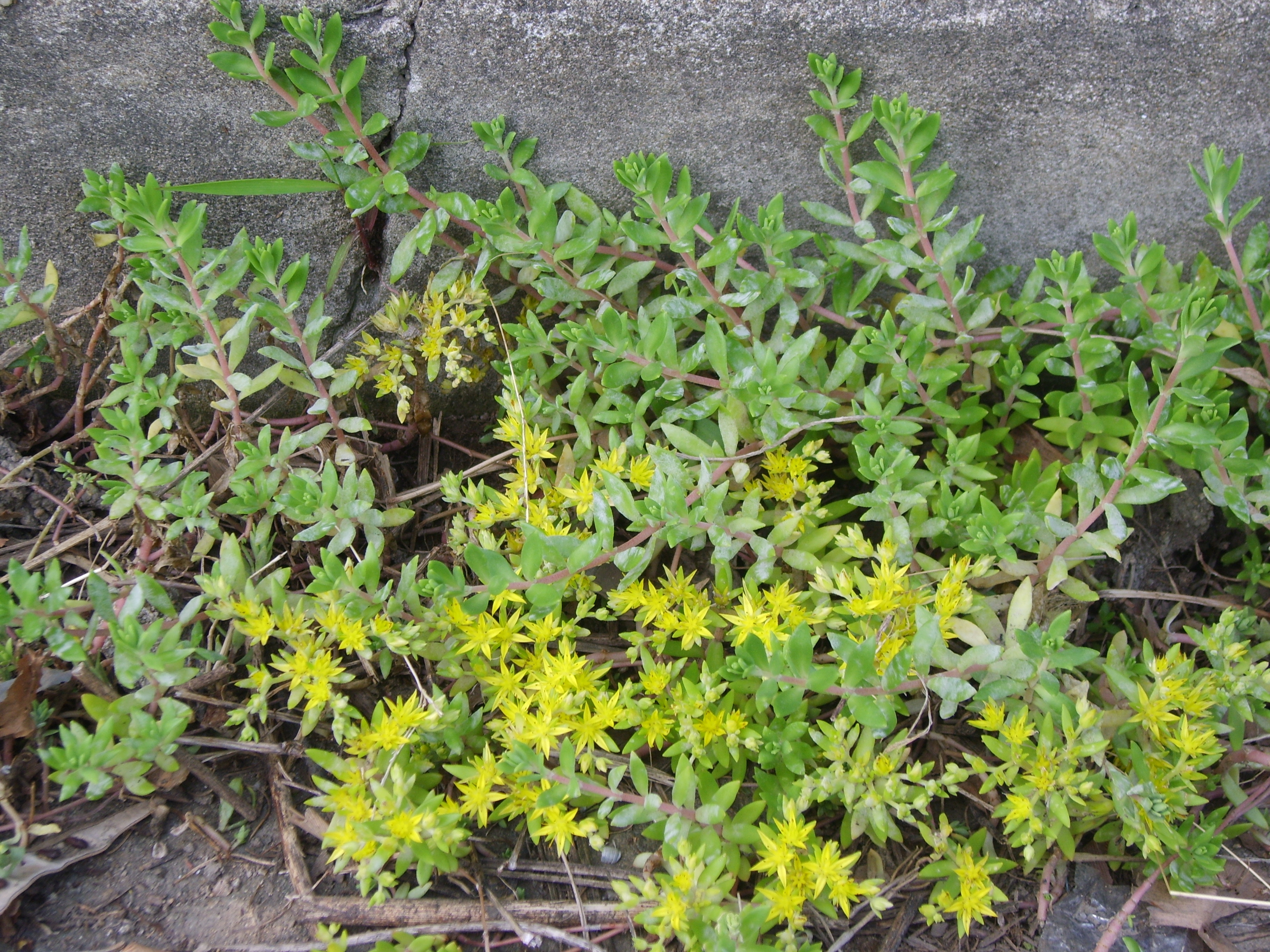
돌나물
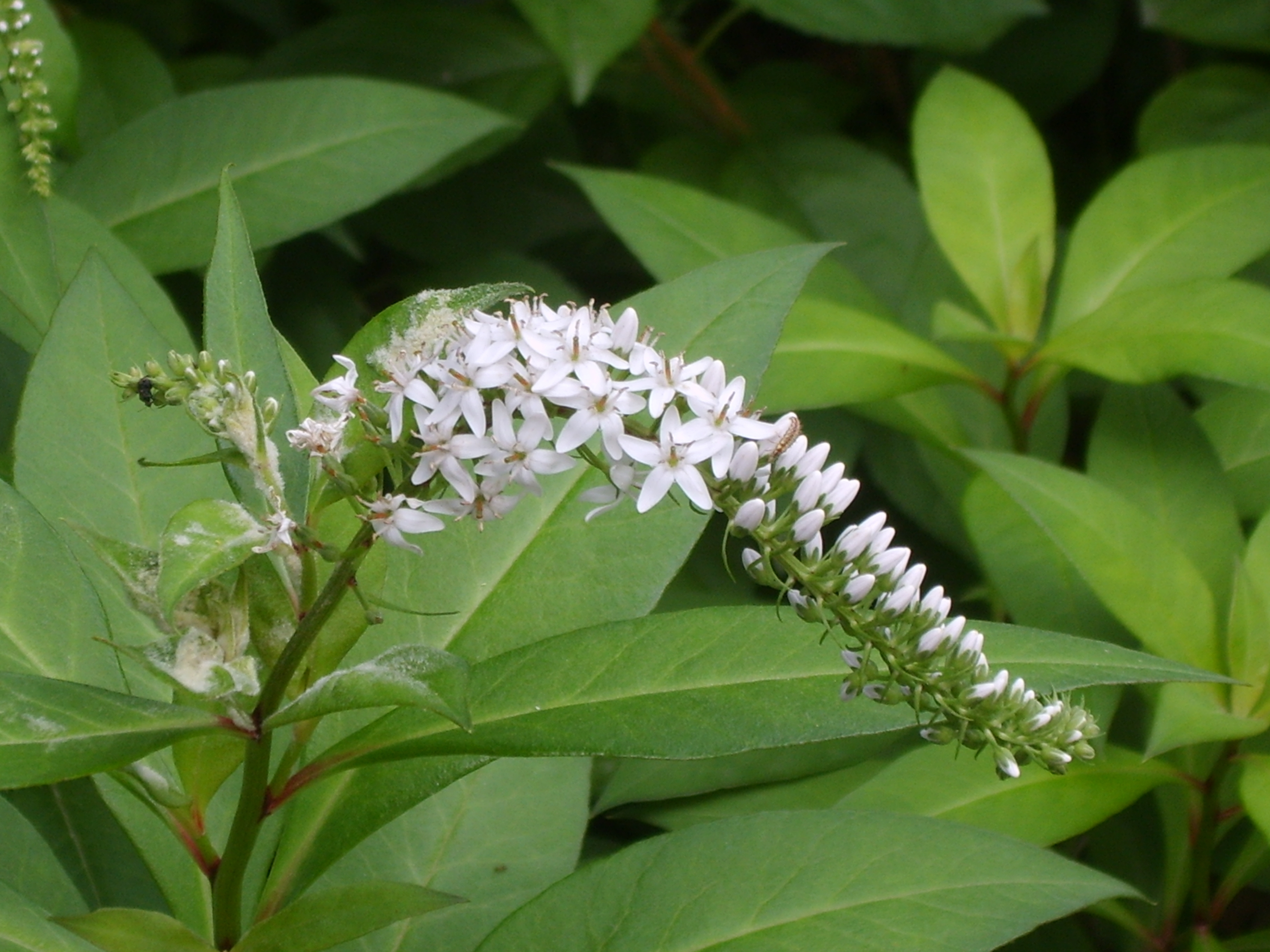
큰까치수염
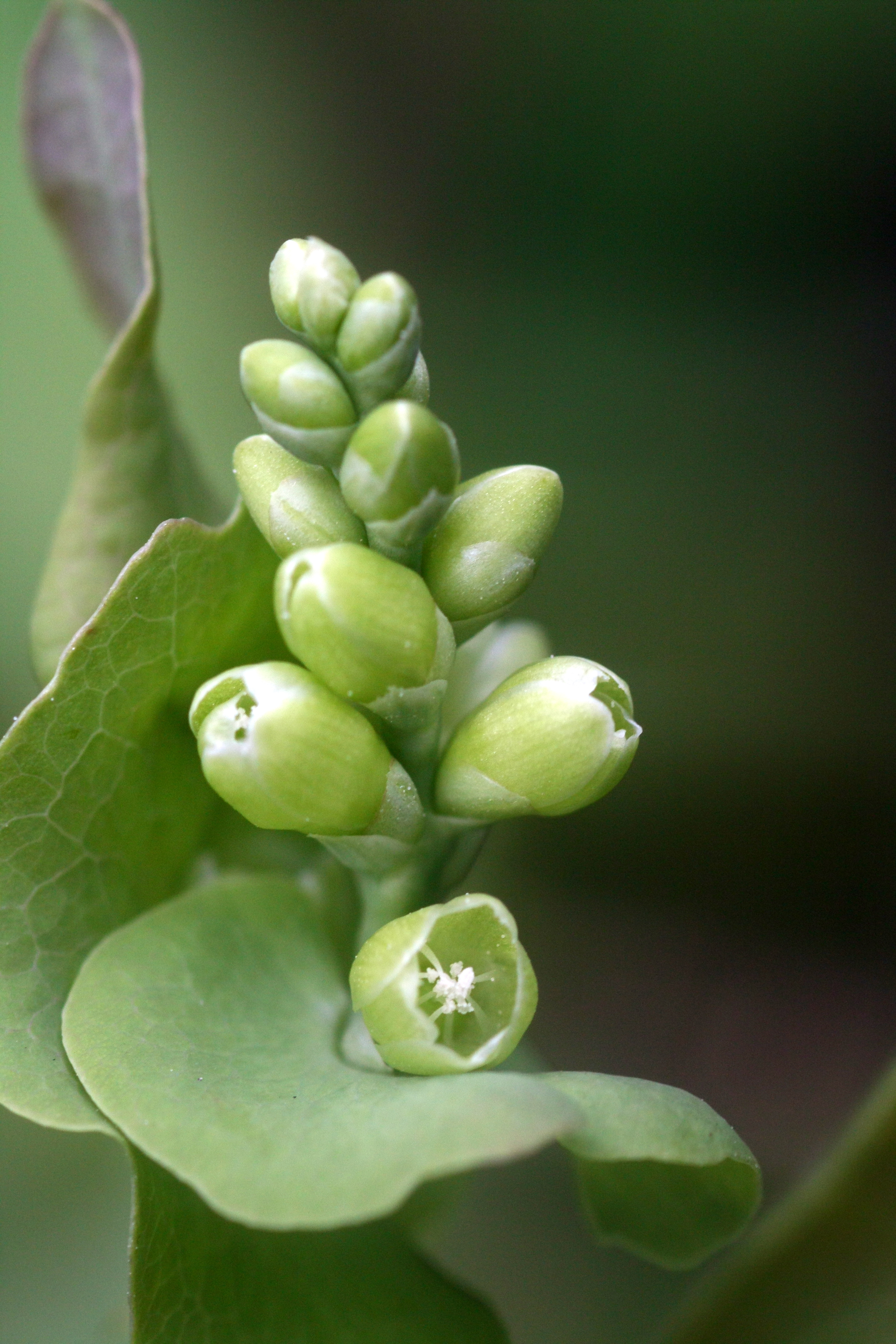
며느리배꼽
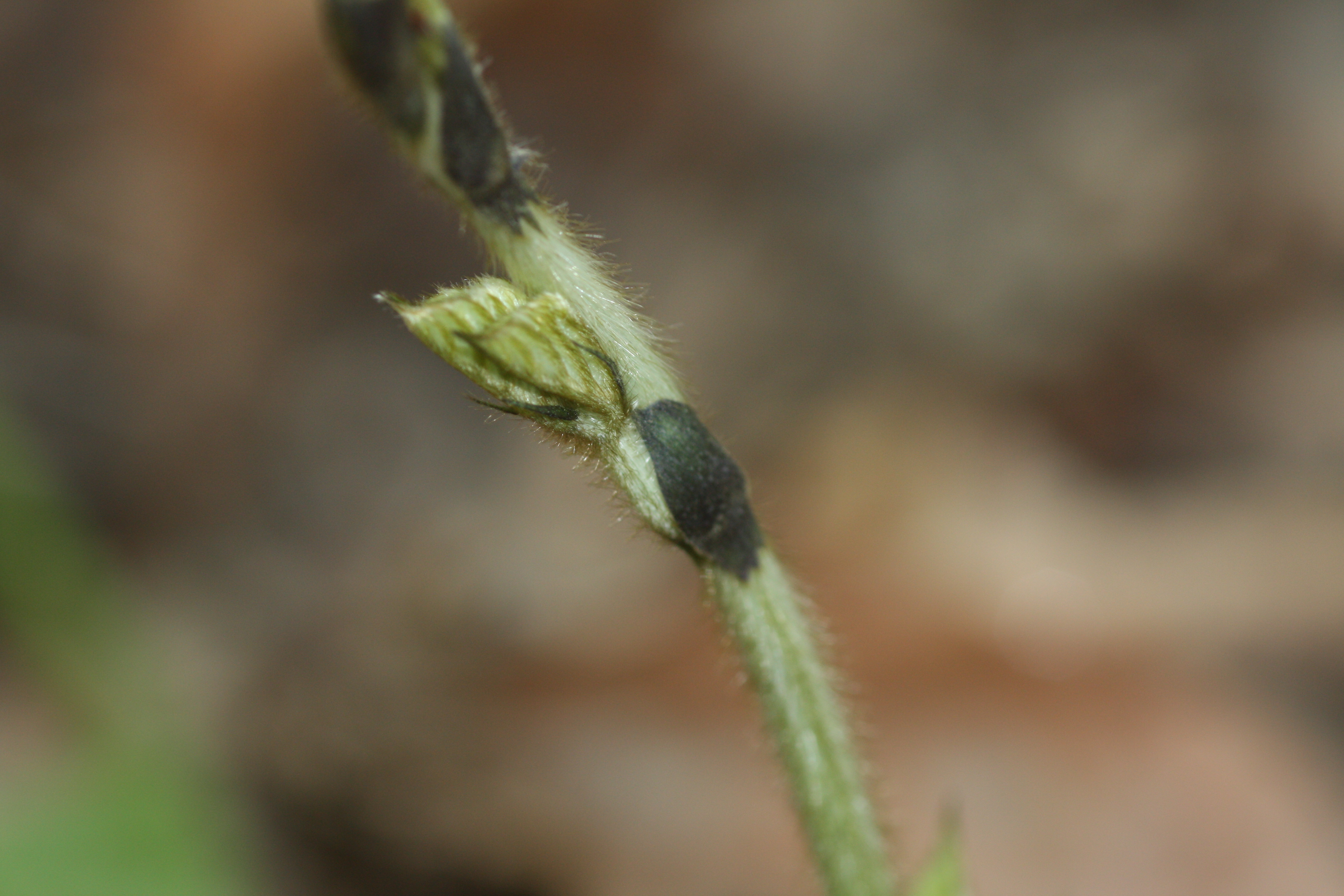
칡
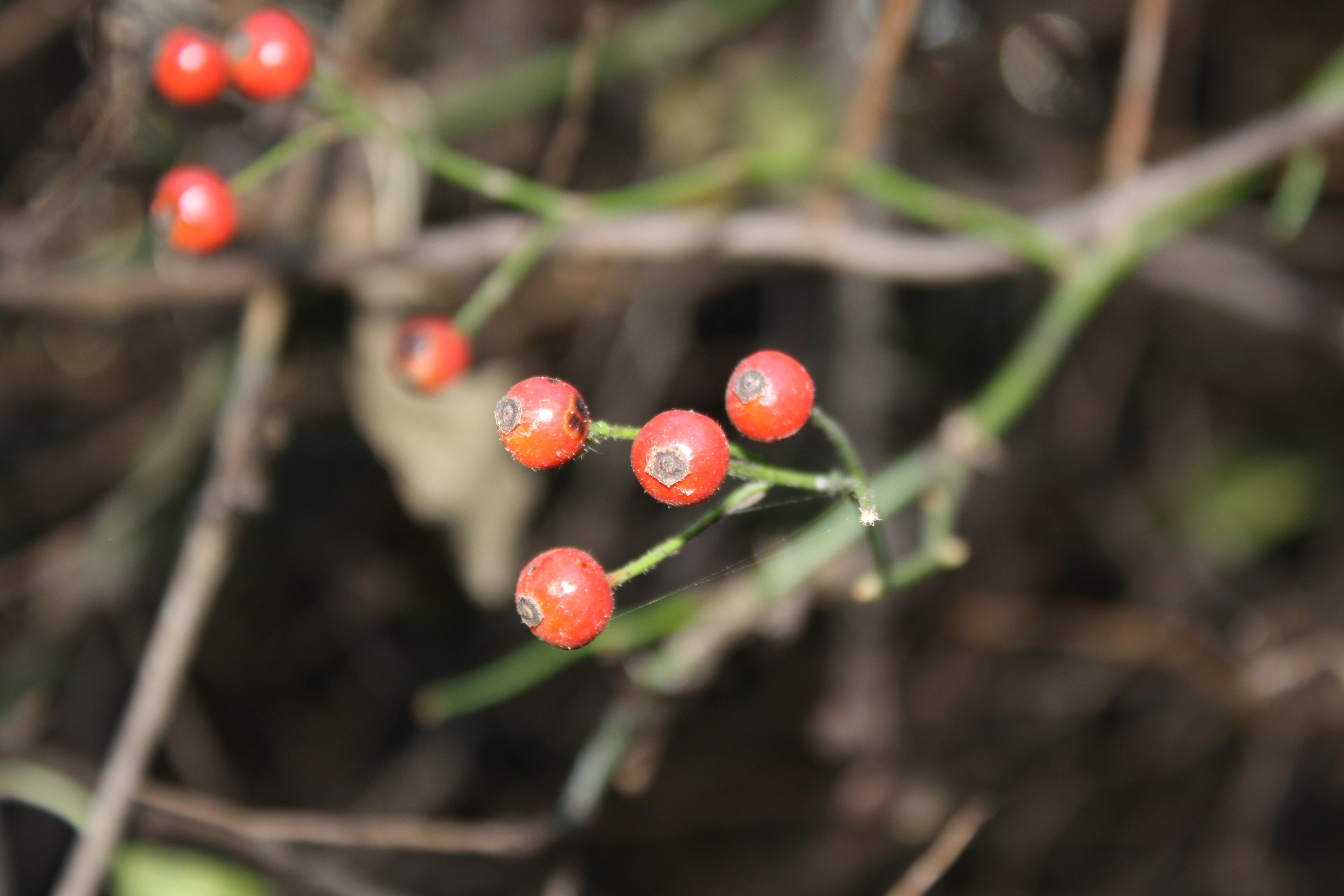
찔레꽃

## 같이 보기
- 한국의 산